# Warwick Brown
Warwick Brown (Sydney, 24 de Dezembro de 1949) é um ex-automobilista da Austrália.